# Barylypa imitata
Barylypa imitata là một loài tò vò trong họ Ichneumonidae.